# Mercedes Cup 1997
Il Mercedes Cup 1997 è stato un torneo di tennis giocato sulla terra rossa. È stata la 20ª edizione del Mercedes Cup, che fa parte della categoria Championship Series nell'ambito dell'ATP Tour 1997. Si è giocato a Stoccarda in Germania, dal 14 al 20 luglio 1997.

## Campioni

### Singolare
Àlex Corretja ha battuto in finale  Karol Kučera con il punteggio di 6–2, 7–5

### Doppio
Gustavo Kuerten /  Fernando Meligeni hanno battuto in finale  Donald Johnson /  Francisco Montana con il punteggio di 6–4, 6–4